# Связьинвест (Беларусь)
ОАО «Связьинвест» — белорусская компания, разработчик и производитель электронных АТС  и другого телекоммуникационного оборудования. Штаб-квартира компании расположена в Минске.
Организация имеет одноимённое название с ныне уже ликвидировавшейся российской компанией «Связьинвест», но юридически и по факту не имеют никакого отношения друг к другу, разве что сферой деятельности.

## История
История «Связьинвест» начинается с 1992 года, когда в Минске компания молодых людей начала разработку первой цифровой АТС.
Эксперимент удался, и в марте 1995 года компания «Связьинвест» начала коммерческую деятельность: получила юридическую регистрацию и выпустила АТС Ф50/1000.
В 1995 году разработана и введена в эксплуатацию АТС Ф 50/1000-ЦС Ф «Неман».
В 2000 году началось масштабное производство АТС следующего поколения — АТСЭ Ф, а в 2006 — современной модификации АТСЭ ФМ.
На первых этапах предприятие «Связьинвест» располагалось в Минске на территории производственного объединения «Промсвязь».
В 2006 году администрация переехала в новый офис по ул. Некрасова  (нынешнее местоположение компании).
В 2014 году в агрогородке Вишневка под Минском образован производственный филиал ОАО «Связьинвест», где и производится выпускаемое оборудование.Созданная в 2009 году торговая марка LED.si является подразделением созданной в 1995 году телекоммуникационной компании ОАО «Связинвест». Основное направление деятельности подразделения LED.si - разработка и внедрение систем энергоэффективного освещения на базе светодиодных светильников с интеллектуальной системой автоматизированного управления «Ситилайт» собственного производства. Наш принцип работы - создание долгосрочного и взаимовыгодного сотрудничества с нашими партнёрами, начиная от решения поставленной задачи и заканчивая поставкой и сервисным
обслуживанием. Мы предлагаем комплексный подход и подбор оптимального энергоэффективного решения для конкретного объекта.
Результатом нашей деятельности является существенное снижение энергетических затрат и затрат на обслуживание осветительного оборудования.Анализ, разработка проекта освещения, создание и интеграция системы управления освещением, позволяют нам совместно с заказчиком выработать наилучшее проектное решение. Создание тестовых зон позволяет убедиться в правильности выбранного решения на практике и, при необходимости внести финальные корректировки. На нашем производстве внедрена система менеджмента качества ISO 9001, продукция сертифицирована в соответствии со стандартами качества РСТ и EAC (для стран СНГ) CE и ENEC (для стран Евросоюза). Характеристики всех светодиодных светильников подтверждены протоколами испытаний в аккредитованных лабораториях.
Многолетний опыт собственной разработки и производства электронного и телекоммуникационного оборудования, накопленные знания, стремление к постоянному развитию и совершенствованию, позволяют нам не только решать нетривиальные задачи, но и воплощать идеи в жизнь.
27 мая 2023 года Украина ввела санкции против предприятия.

## Собственники и руководство
Акции компании принадлежат физическим лицам. Доля государства отсутствует.
Генеральный директор — Зайцев Александр Владимирович.

## Деятельность
Основной деятельностью Связьинвет является разработка и производство оборудования связи. АТС Ф широко используются на телефонных сетях в странах СНГ.

### Показатели деятельности
Численность сотрудников компании более 280 человек.
На сегодняшний день выпущено и введено в эксплуатацию более 1500 АТС емкостью 1500000 абонентов на территории Беларуси, России и Украины.
Каждый четвёртый абонент телефонной сети Беларуси является пользователем АТС Ф.